# Patriziana somalica
Patriziana somalica is een halfvleugelig insect uit de familie Aphrophoridae. De wetenschappelijke naam van deze soort is voor het eerst geldig gepubliceerd in 1930 door Lallemand.